# Auguste Daumain
Auguste Moïse Daumain (31 de julio de 1877-7 de diciembre de 1938) fue un deportista francés que compitió en ciclismo en las modalidades de pista y ruta.
Participó en los Juegos Olímpicos de París 1900, obteniendo una medalla de bronce en la prueba de 25 km. Además, obtuvo la sexta posición final en el Tour de Francia 1904.

## Medallero internacional
| Juegos Olímpicos | Juegos Olímpicos | Juegos Olímpicos  | Juegos Olímpicos |
| Año              | Lugar            | Medalla           | Competición      |
| ---------------- | ---------------- | ----------------- | ---------------- |
| 1900             | París (Francia)  | Medalla de bronce | 25 km            |